# Cementerio de Mónaco
El Cementerio de Mónaco (en francés: cimetière de Monaco; en monegasco: Cemeteri de Múnegu o campu santu de Múnegu) es el único cementerio en el Principado de Mónaco se encuentra en el distrito de La Colle cerca del Centro Hospitalario Princesa Grace y el Jardín Exótico, no lejos de la frontera con Francia.
El cementerio de Mónaco fue construido en 1868 siguiendo el estilo de los cementerios monumentales italianos (inspirado principalmente en el cementerio Staglieno en Génova) por el entonces príncipe Carlos III. En 1993 el príncipe Raniero III inauguró en la entrada del cementerio un monumento para conmemorar a los 43 judíos monegascos internados por primera vez en Beausoleil, que luego fueron llevados a Niza y finalmente trasladados de Drancy a Auschwitz y Kaunas por la Gestapo.

## Famosos sepultados
- Jules Bianchi (1989 - 2015), piloto de Fórmula 1
- Jean-Baptiste Arban (1825 - 1885), compositor francés y el trompetista.
- Josephine Baker (1906 - 1975), cantante y bailarina estadounidense naturalizada francesa.(Sepultada en el Panteón de París).
- Marie Campana (1900 - 1985), actriz francesa.
- Gian Luigi Bonelli (1908 - 2001), dibujante, escritor y editor italiano.
- Anthony Burgess (1917 - 1993), escritor, crítico literario y glottoteta británico.
- Cécile Chaminade (1857 - 1944), compositor y pianista francés.
- Jean Chevrier (1915 - 1975), actor francés.
- Léo Ferré (1916 - 1993), compositor, poeta, escritor y anarquista monegasco.
- Jean-Michel Folon (1934 - 2005), artista belga.
- Lucien Gallas (1904 - 1977), actor francés.
- Augusto Maccario (1889 - 1927), atleta italiano.
- Henryk Szeryng (1918 - 1988), violinista polaco naturalizado mexicano.
- Louis Vatrican (1904 - 2007), agrónomo monegasco.
- Ashraf Pahlaví (1919 - 2016), princesa de Irán.
- Roger Moore (1927 - 2017),  actor de cine y televisión británico.